# Трибрахідій
Tribrachidium heraldicum — представник едіакарської фауни, що жив 560—555 млн років тому.

## Опис і морфологія

### Опис

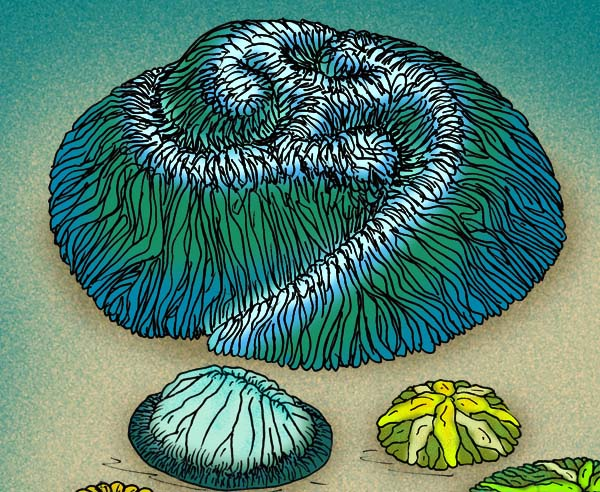
Tribrachidium heraldicum в поданні художника

В перекладі з латини назва цієї дивної тварини повинна звучати як «трирук геральдичний»; таку вельми незвичайну назву трибрахідій отримав за зовнішню схожість його негативного відбитка з трипроменевою свастикою: на збережених дископодібних відбитках виділяються три опуклі утвори — три «руки», радіально розходяться під рівними кутами від центру до країв відбитка і плавно вигинаються в одному напрямку, загострюючись до закінчень. Дистальні частини цих «рук» несуть численні короткі щільні щупальця, що утворюють по зовнішньому краю тіла подобу бахроми. У кожному з трьох просторів між виступами — глибоких гачкоподібно вигнутих поглибленнях — знаходиться так звана «булла» — невелика піднесена ділянка, що відходить від кожної «руки», від її вигнутою боку, до сусідньої «руки» і майже торкається своїм кінцем її увігнутої частини. Також між «руками» розташовуються численні тонкі, довгі, прямі або злегка викривлені валики. В центрі між «руками» можна помітити невелику Y-подібну борозенку.

### Морфологія і передбачуваний спосіб життя
Як і для більшості едіакарських копалин, інтерпретація трибрахидія вельми скрутна. Виходячи з характеру відбитків, однозначно можна стверджувати лише те, що в цілому тварина мала куполоподібну форму, а також те, що вона, мабуть, не мала зовнішнього або внутрішнього скелета (скелет у тварин взагалі з'явився тільки до самого кінця Едіакарія і отримав неймовірне поширення в наступному періоді, кембрії). Щодо інших особливостей будови тварини є здогадки. Так, прийнято вважати, що спірально закручені «руки», що представляють мережу розгалужених борозенок — це залишки каналів травної системи; вигнуті поглиблення між ними могли утворитися внаслідок провалів ґрунту над здавленими внутрішніми мішками в тілі тварини, які могли мати відношення до статевої системи. Численні тонкі валики між «руками» часто інтерпретують як борозенки на зовнішній поверхні тіла тварини, в яких могли розташовуватися вії, що збирали їжу. Передбачається, що ці вії вловлювали з води дрібні органічні частинки та переганяли їх до центру, де, як видається, розташовувався рот або ж три роти. Звідси робиться висновок про те, що трибрахідій вів донний сидячий спосіб життя і навіть був прикріпленим організмом. Тіло трибрахідія, ймовірно, було прозоро-драглистим, медузоподібним, але його організація багато в чому залежить від спорідненості тварини з таксономічними групами, що викликає в науковому середовищі подив і суперечки.

## Систематичне положення
Найбільш ймовірними типами, до яких може відноситься трібрахідій, є кнідарії та голкошкірі. Висувалися також версії про приналежність тварини до губок. Однак трипроменева симетрія трибрахідія є каменем спотикання в цьому питанні: таку симетрію не має жодна з нині існуючих тварин, відомих науці. Однак, трибрахідій не самотній у своїй особливості: альбумарес (Albumares), анфеста (Anfesta), Скіннера (Skinnera), трифориллонія (Triforillonia) і деякі інші едіакарські організми також виявилися трипроменевими; вони об'єднані в тип тридольних, або трилобозоїв. Належність типу до більш високих таксонів аж до царства тварин не визначена (іноді вказують їх приналежність до еуметазоїв). Іноді трилобозоїв розглядають як окремий клас кнідарій.

## Історія відкриття
Перші відбитки трибрахідія були знайдені в Південній Австралії і описані Мартіном Гласснером (Martin Glaessner) в 1959 р.. Пізніше їх виявили у відкладеннях на Білому Морі і на Поділлі.